# Oedemera nobilis
Oedemera nobilis är en skalbaggsart som först beskrevs av Giovanni Antonio Scopoli 1763.  Oedemera nobilis ingår i släktet Oedemera, och familjen blombaggar. Arten har ej påträffats i Sverige.

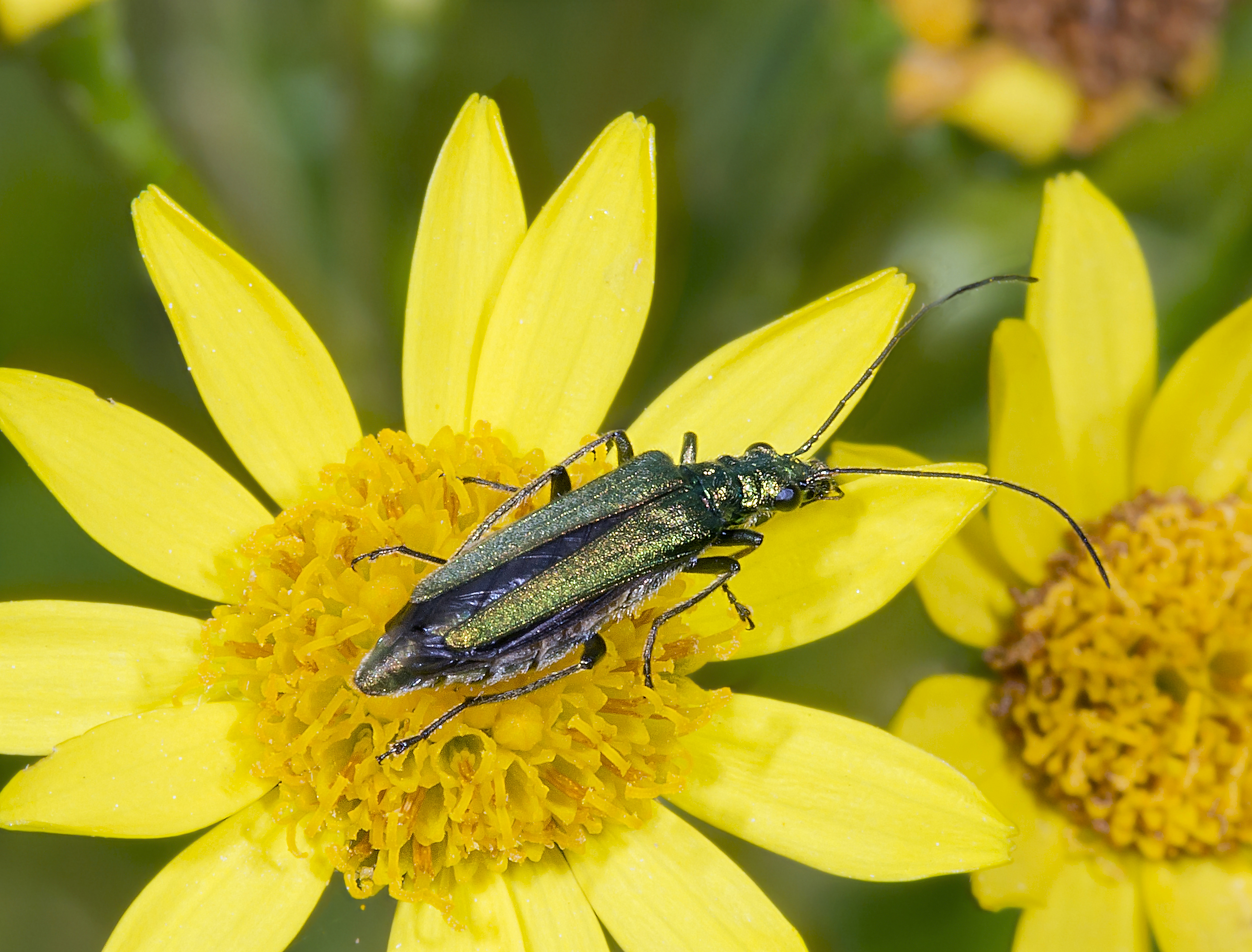
♀
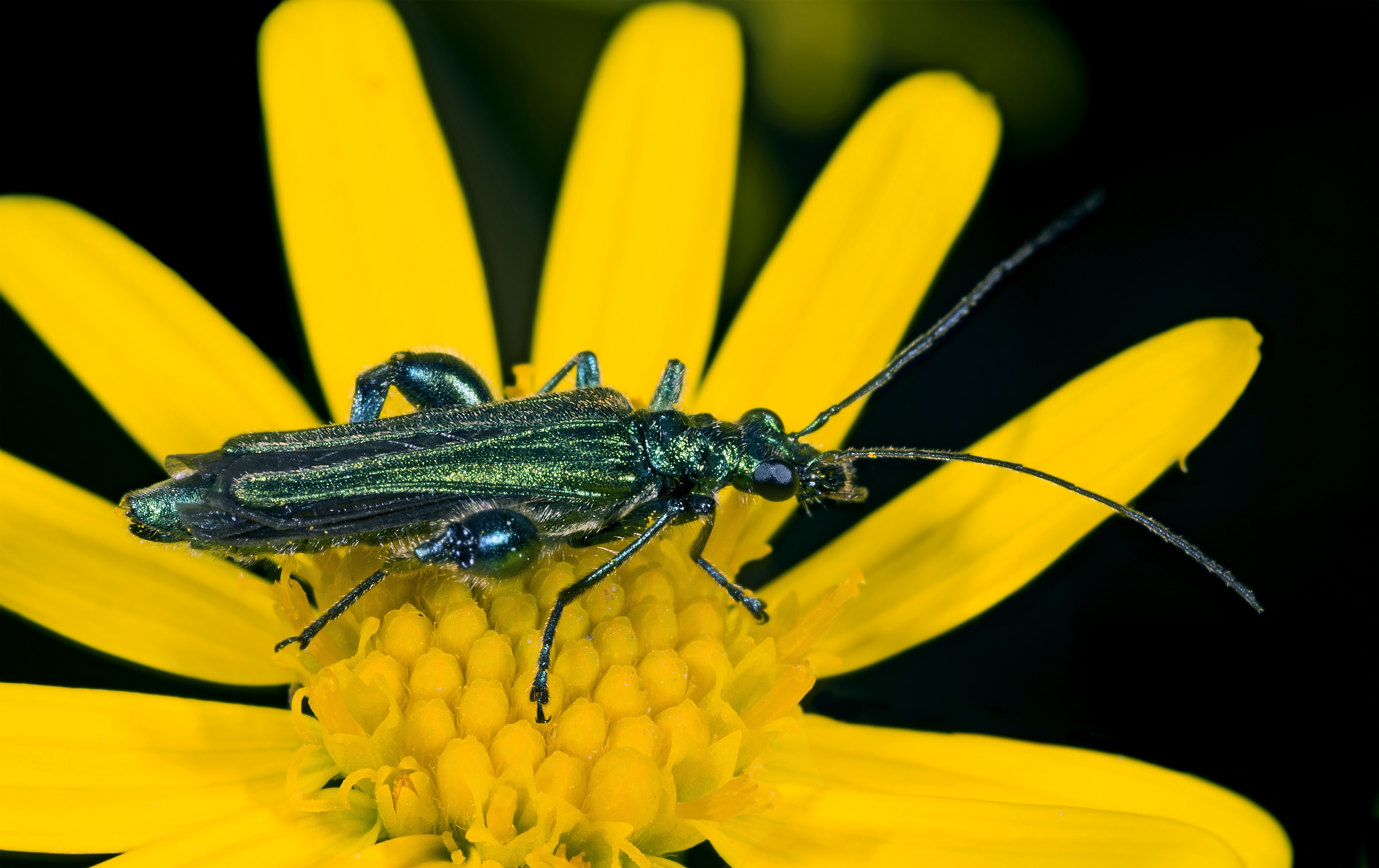
♂

## Bildgalleri

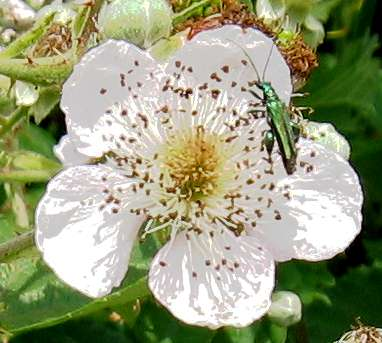
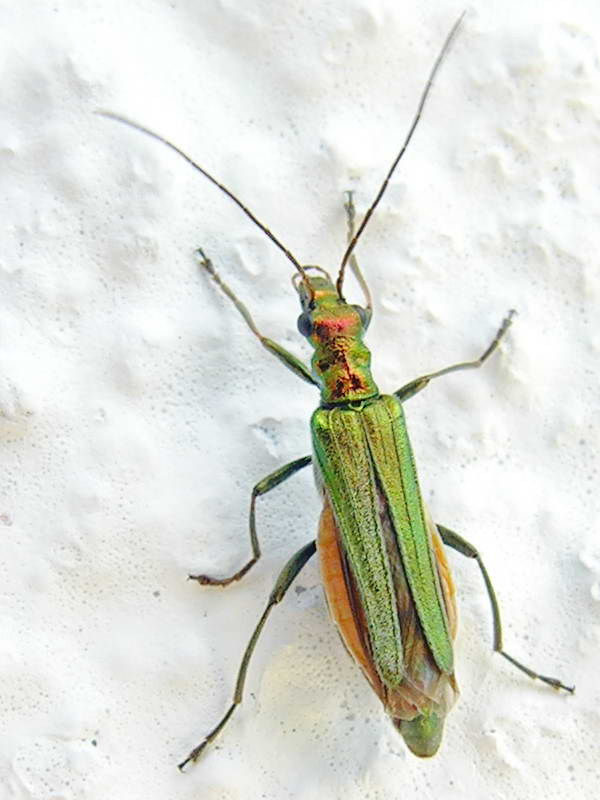
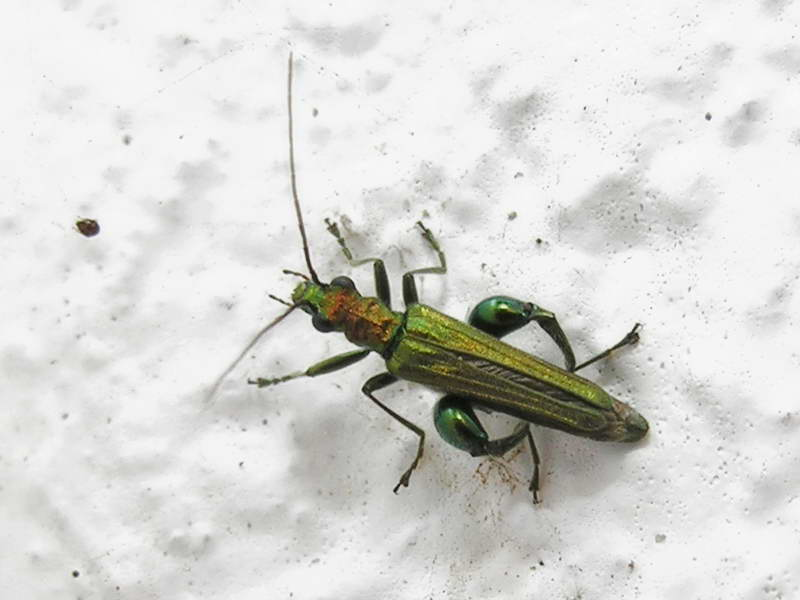
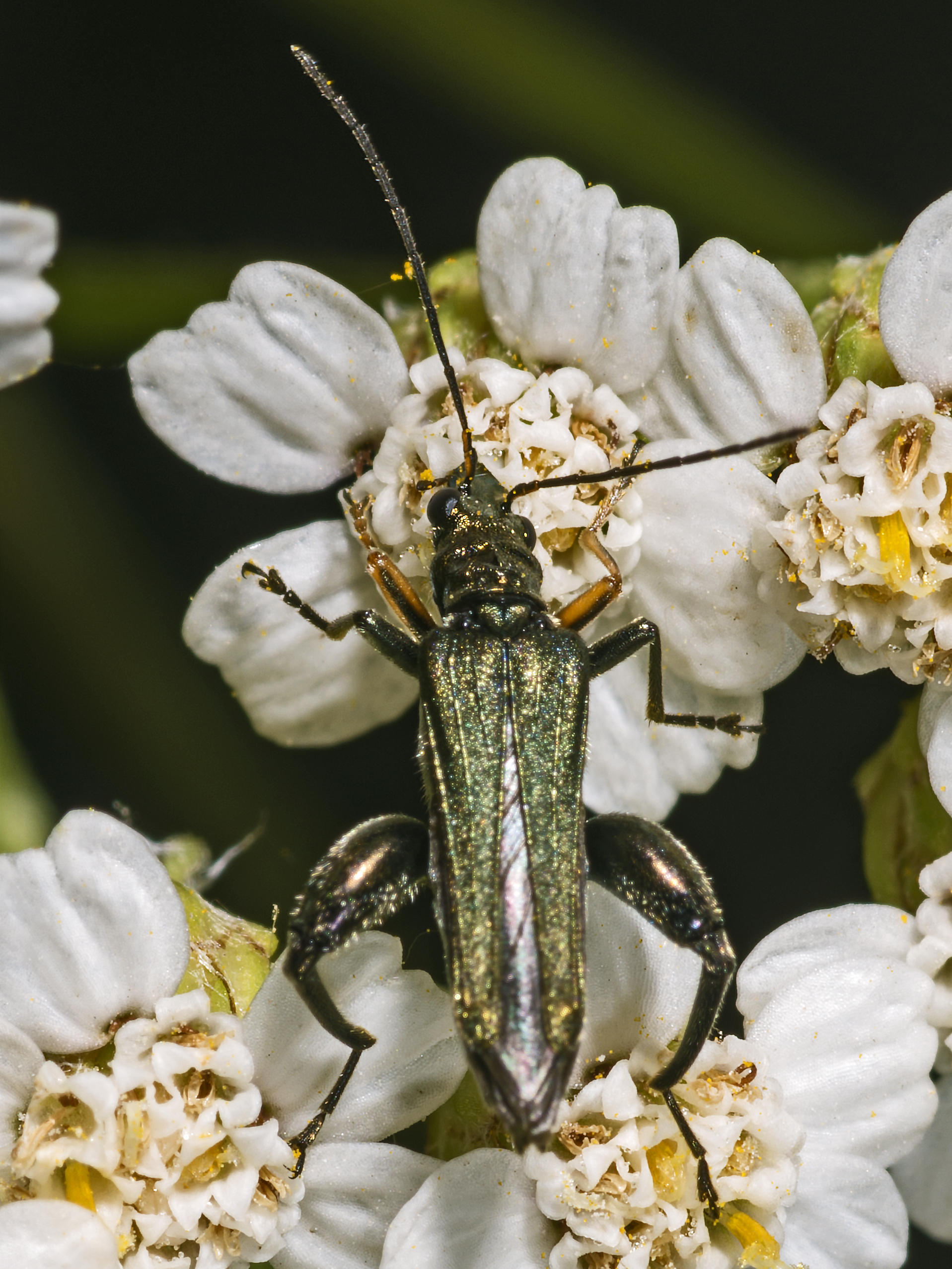